# Tetragnatha coelestis
Tetragnatha coelestis este o specie de păianjeni din genul Tetragnatha, familia Tetragnathidae, descrisă de Pocock, 1901. Conform Catalogue of Life specia Tetragnatha coelestis nu are subspecii cunoscute.